# Morelli Ridge
Morelli Ridge ist ein 4,3 km langer Gebirgskamm im ostantarktischen Viktorialand. In der Asgard Range erstreckt er sich vom Hoehn Peak nach Norden in den oberen Abschnitt des Bartley-Gletschers.
Das Advisory Committee on Antarctic Names benannte ihn 1997 nach Frank A. Morelli von der Abteilung für Biowissenschaften und Planetologie des Jet Propulsion Laboratory am Caltech, der von 1970 bis 1971 die Oberflächenverteilung von Mikroorganismen im Boden der Antarktischen Trockentäler untersuchte und von 1973 bis 1974 zum Team zur Beobachtung von Umwelteinflüssen des Bohrprojekts in diesem Gebiet gehörte.